# 小行星6329
小行星6329（英語：6329 Hikonejyo）是一颗围绕太阳公转的小行星。1992年3月12日，杉江淳在Dynic发现了此天体。
这颗小行星的绝对星等为57.3368747355998等。